# رینگ بوکس

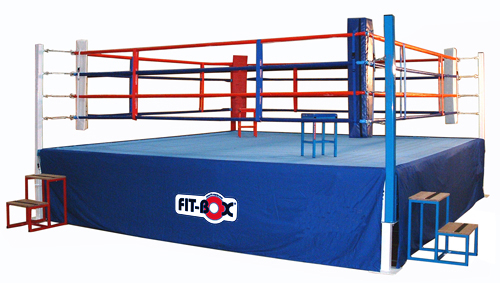
نمونه‌ای از یک رینگ

رینگ بوکس یا مُشتگاه فضایی است که مسابقات بوکس در آن انجام می‌شود. مشتگاه امروزی از یک سکوی مرتفع مربع‌شکل تشکیل می‌شود، که در هر گوشه از آن یک تیر عمودی قرار دارد، و از هر کدام از تیرها چهار طناب به پست‌های موجود در تیرها متصل می‌شوند، و به موازات تیرها، با گیره‌هایی (بست‌های قورباغه‌ای) کشیده می‌شوند تا مرز منطقه مسابقه را نشان دهند.